# Martin Keown
Martin Raymond Keown [uitspraak: 'mɑrtɪn 'kio:wn] (Oxford, 24 juli 1966) is een Engels voormalig betaald voetballer die van 1984 tot 2005 als centrale verdediger uitkwam voor Aston Villa, Everton en vooral Arsenal. Na zijn actieve carrière werd hij scout bij Arsenal en voetbalanalist.

## Clubcarrière
Martin Keown begon zijn loopbaan in 1984 bij Arsenal, maar brak pas door als verdediger bij Aston Villa. Daarna speelde hij voor Everton en werd daar een belangrijke speler voor de achterhoede, aan de zijde van aanvoerder Dave Watson. Keown keerde in 1993 terug naar Arsenal (na het vertrek van clubicoon David O'Leary) en speelde er vervolgens elf jaar, waarin hij in totaal drie keer landskampioen werd — in 2003/2004 gebeurde dat zelfs zonder één nederlaag — en driemaal de FA Cup won. 
Kenmerkend aan Martin Keown waren zijn scherpe tackles, zijn vurige temperament op het veld en de somtijds agressieve blikken die hij daardoor tegenstanders kon geven. Keown was jarenlang de vaste partner van Tony Adams en Steve Bould in het centrum van de Arsenal-defensie, een driemansdefensie onder managers George Graham, Bruce Rioch en Arsène Wenger die werd beschouwd als een van de beste defensies ter wereld. Onder Wenger in 2004 was hij de laatste verdediger die hiervan overbleef. 
Keown behaalde ook Europees succes met de Gunners. In 1993/1994 won Keown met Arsenal de UEFA Beker der Bekerwinnaars tegen het Italiaanse Parma Calcio – doelpunt van aanvaller Alan Smith. In 2005 beëindigde Martin Keown zijn professionele loopbaan bij Reading FC na 586 competitiewedstrijden en werd voetbalanalist.

## Interlandcarrière
Keown speelde 43 interlands voor het Engels voetbalelftal en scoorde onder bondscoach Graham Taylor een memorabel doelpunt tegen Tsjecho-Slowakije op 25 maart 1992: een tweede gelijkmaker waardoor de wedstrijd 2–2 eindigde. 
Keown maakte deel uit van de selecties voor Euro 92 en Euro 2000 en de WK's van 1998 en 2002. Hij maakte zijn debuut onder bondscoach Graham Taylor op 19 februari 1992 in de vriendschappelijke wedstrijd tegen Frankrijk, net als doelpuntenmaker Alan Shearer (1-0) en Rob Jones.
| Interlanddoelpunten | Interlanddoelpunten | Interlanddoelpunten     | Interlanddoelpunten | Interlanddoelpunten | Interlanddoelpunten | Interlanddoelpunten |
| #                   | Datum               | Locatie                 | Tegenstander        | Goal(s)             | Uitslag             | Wedstrijd           |
| ------------------- | ------------------- | ----------------------- | ------------------- | ------------------- | ------------------- | ------------------- |
| 1                   | 25/03/1992          | Praag, Tsjechoslowakije | Tsjecho-Slowakije   | 66'                 | 2 – 2               | Vriendschappelijk   |
| 2                   | 03/06/2000          | Ta' Qali, Malta         | Malta               | 23'                 | 1 – 2               | Vriendschappelijk   |

## Erelijst
Arsenal
- FA Cup (3)

1998, 2002, 2003
- Premier League (3):

1997/98, 2001/02, 2003/04
- Europacup II (1):

1993/94
- FA Community Shield (3):

1998, 1999, 2002